# フェリ磁性

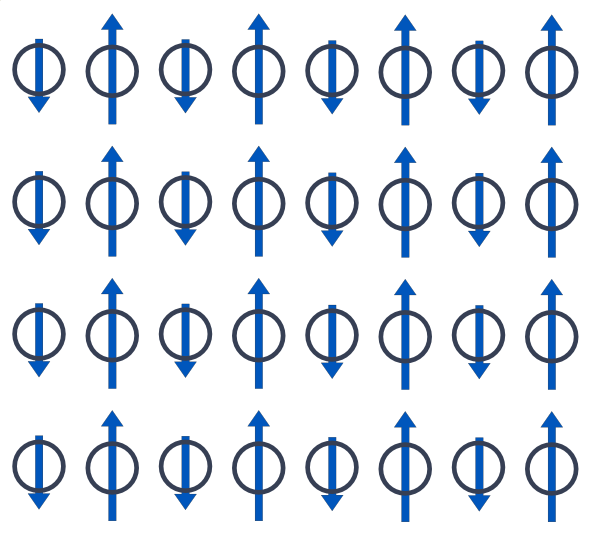
フェリ磁性
結晶中の微小なレベルでみれば、スピンの向きを正反対な2つの副格子が弱め合うが、強度が異なるためその差がマクロな磁性となってあらわれる。

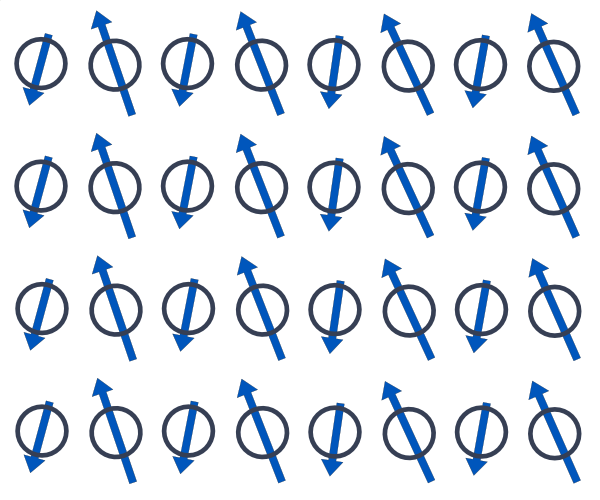
スピンの向きが正反対ではない2つの副格子の場合もフェリ磁性をあらわす。

フェリ磁性化合物の強磁性場中の磁化曲線特性

フェリ磁性（フェリじせい、英語: ferrimagnetism）は、結晶中に逆方向やほぼ逆方向の磁気モーメントを持つ2種類以上の磁性イオンが存在し、互いの磁気モーメントの大きさが異なるために全体として非零の磁化を持つ磁性のことである。

## 性質
強磁性や反強磁性と同様に転移温度で常磁性になるが、低温側の転移温度までの温度と磁化の関係（M-T曲線）は非常に複雑である。2種類の磁性イオンでネール温度（英: Néel temperature）が異なるとフェリ磁性を持つ物質は温度に対して複雑な挙動を示すことがある。強度のより高い方の磁性イオンのネール温度がもう一方より低いと、温度上昇によって磁気分極が消失してしまい、さらに温度の上昇によって磁気分極が反転する現象が起きる。
また、希土類原子（R）と遷移金属原子（TM）からなるフェリ磁性化合物の粉体に強力な磁場をかけると化合物の磁化の強さが2段階に変化する。これは、一方の磁気分極の方向が強力な外部磁界によって回転し、最終的にはもう一方の磁気分極方向とそろうことで起きる現象だと理解される。

## 物質
フェリ磁性を持つ物質の代表は、マグネタイト（Fe3O4）のようなフェライトと呼ばれるFe系の磁性材料である。 希土類-遷移金属間合金にもフェリ磁性を持つ物質がある。

## 歴史
フェリ磁性は1948年、ルイ・ネール（Louis Eugène Félix Néel、1904年 - 2000年）によって発見された。当時はフェライト（FeO·Fe2O3）の磁性のみに使われた言葉だが、現在は反平行等のスピンを持つ化合物全般に用いられる。